# Zitizi

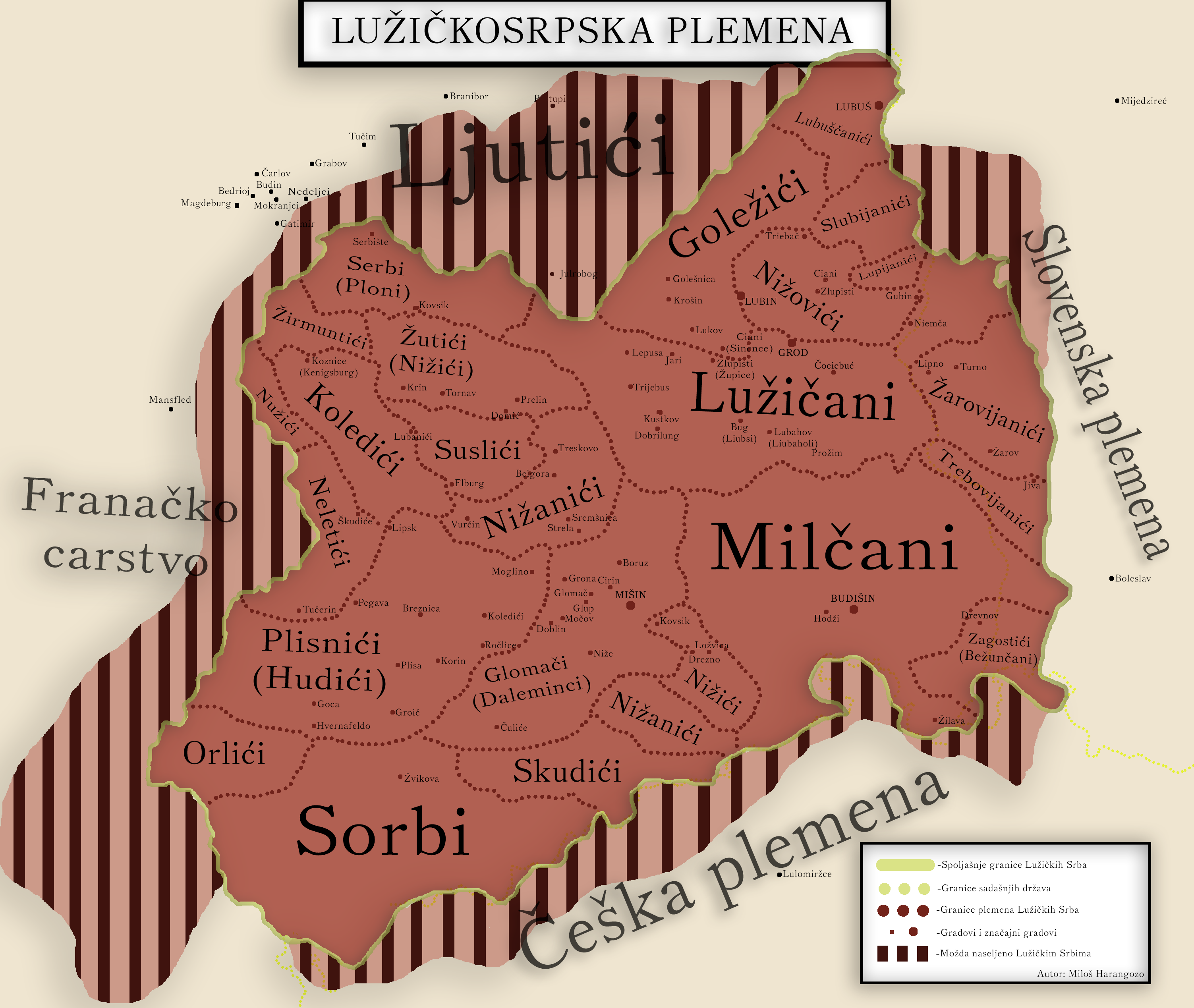
Zitizi in den sorbischen Stämmen

Zitizi (auch Zitici oder Citice) war ein mittelalterlicher Gau im heutigen Sachsen-Anhalt.
Es handelt sich um ein kleines Gebiet um Zerbst/Anhalt. Das Gebiet wird durch Fuhne, die beiden Strengbäche und die Mulde bei Mukrena eingegrenzt.
Der Gau stand unter dem Einfluss der Slawen. Gero setzte sich durch. Der zuständige Erzpriester hatte seinen Sitz in Zörbig.
Aufgrund der geringen Größe gilt der Gau als Untergau des Gaus Serimunt und ging letztlich in der Markgrafschaft unter Konrad von Wettin auf.